# Jaume Figueras i Rabert
Jaume Figueras i Rabert (Barcelona, 11 de juliol del 1940) és un cronista, divulgador i analista cinematogràfic català. També es va dedicar a l'exhibició de cinema fundant l'empresa Cercle A amb què al Cine Publi es va començar a exhibir cinema d'autor en versió original i sense censura en ple franquisme. El desembre de 2015 se'n va anunciar el nomenament com a Membre d'Honor de l'Acadèmia del Cinema Català.

## Trajectòria
Figueras vivia a prop del cinema Florida on als set anys va veure Spellbound d'Alfred Hitchcock, fet que va influir en la seva passió pel cinema. Més endavant, va treballar a l'Agència Danis com a redactor publicitari fins al 1962, quan va ser contractat per la distribuïdora CB Films, de la qual va acabar exercint com a cap de publicitat (1963-1967). L'any 1964 va iniciar les seves col·laboracions a la revista de cinema Fotogramas, rere el pseudònim de «Mister Belvedere», i també a Ràdio Barcelona des de 1972, amb programes com El buscaraons i La ventana, amb la periodista Gemma Nierga. De 1967 a 1992 es va dedicar a l'exhibició gestionant la cadena de cinemes Cercle A, juntament amb Antoni Kirchner i Pere Ignasi Fages.
Va presentar durant quatre anys Magacine, a Canal+, i va comentar la gala dels Oscar des de 1996, juntament amb la periodista Ana García-Siñériz. Entre 2006 i 2008 l'acompanyà la periodista Àngels Barceló. El 2003 va publicar un llibre de vivències personals sobre el món del cinema anomenat Endevina qui et parla de cine, que fou editat en català i en castellà. Ha col·laborat també amb Time Out Barcelona i Guía del ocio. En l'àmbit audiovisual, va dirigir la sèrie d'entrevistes Dones de pel·lícula (2002) i els documentals Des de Sitges amb terror (2011 i 2012), aquests amb Àlex Gorina. També és comentarista habitual dels Premis Gaudí amb Àlex Gorina.
Va presentar i dirigir des de 1984 Cinema 3 a Televisió de Catalunya. Durant un any (1995-1996) va presentar amb Àlex Gorina Cinema 100 a Televisió de Catalunya, un programa dedicat al Centenari del cinema. L'any 2005 es va emetre un repàs del vintè aniversari dels moments més significatius de les 1.000 edicions de Cinema 3. Al llarg del programa, Figueras va entrevistar a personalitats destacades com Gregory Peck i François Truffaut, així com també professionals del cinema de l'actualitat com Antonio Banderas, Michael Haneke o Juliette Binoche. Després de 32 anys, Figueras es va acomiadar de TV3 i el 24 de desembre de 2016 es va emetre l'últim programa, on va entrevistar Arseni Corsellas, actor de doblatge conegut per doblar al català estrelles com Burt Lancaster, Sean Connery o Richard Burton. Tanmateix, Figueras continua fent col·laboracions a l'espai Tria33 del Canal 33.